# José Manuel Fajardo
José Manuel Fajardo (Granada, 1957) es un escritor, traductor, periodista y gestor cultural español contemporáneo. Tras haber vivido en Madrid, País Vasco y París, desde 2010 reside en Lisboa. Galardonado en España con el Premio Internacional de Periodismo Rey de España y el Premio Espartaco de novela histórica, y con los premios Charles-Brisset y Alberto-Benveniste, en Francia. Sus obras están traducidas al francés, italiano, alemán, portugués, griego, serbio y rumano. 

## Vida y obra
Nació en Granada, pero creció "en un barrio feo y aburrido de Madrid". Cursó hasta tercer año en la Facultad de Derecho de la Universidad Autónoma de Madrid, participando activamente en el movimiento estudiantil antifranquista en las postrimerías de la Dictadura, desde las filas del entonces clandestino Partido Comunista de España, que años más tarde abandonaría, sin abdicar de su ideología de izquierda. Tras la legalización del PCE, su primer trabajo periodístico se desarrolló precisamente, en 1978, en las páginas culturales de Mundo Obrero, órgano oficial del Partido.
Desde entonces, Fajardo no ha abandonado el periodismo, sobre todo cultural, que ha plasmado en colaboraciones en diarios y revistas generalistas de España (El País, Cambio 16, El Mundo, El Periódico de Catalunya, InfoLibre), Europa (Les Temps Modernes, Le Monde diplomatique, Il Sole 24 Ore) y América Latina (El Gatopardo, de Colombia, Página 12, de Argentina, o Público, Milenio y El Informador, de México); así como en revistas de crítica literaria y en el programa de Televisión Española Tiempo de papel, del que fue redactor.
En 1990 publicó su primer libro (del que haría una nueva versión en 2002): La epopeya de los locos, un documentado fresco histórico sobre la peripecia trágica de los españoles que participaron en la Revolución francesa, con especial atención a la figura sobresaliente del Abate Marchena. Dos años más tarde, aprovechó los "eventos del agobiante 1992" para dar a la imprenta Las naves del tiempo, galería de retratos, publicados previamente en prensa, de diez personajes históricos relacionados con el "descubrimiento", la conquista y la emancipación de América, desde Colón hasta Toussaint Louverture.
En 1996 publicó su primera novela, Carta del fin del mundo, que narra en primera persona la epopeya colombina del Fuerte Navidad. En la estela del anterior, vio la luz en 1998 El Converso, una auténtica novela de aventuras históricas que ha conocido diversas ediciones y es su obra más vendida.
Tras residir varios años en el País Vasco, Fajardo dio en 2001 un giro a su temática novelística con Una belleza convulsa, una narración situada en el País Vasco actual, cuyo protagonista, secuestrado en un "zulo", mientras trata de comprender por qué ha sido elegido como víctima, rememora su vida y se consuela recordando sus viajes por esa tierra azotada por el terrorismo de ETA. La situación de partida de la novela es la misma que veinticinco años antes había concebido Raúl Guerra Garrido en Lectura insólita de "El Capital", pero ahí acaban los paralelismos entre ambas novelas.
Instalado  en París desde 2001, Fajardo volvió al género del retrato histórico de divulgación con Vidas exageradas una colección de veintidós breves biografías literarias de personajes históricos cuyo único nexo común es la desmesura de sus vidas, desde la Monja Alférez hasta Aristóteles Onassis, pasando por Pancho Villa o Charlie Parker.
En 2005 apareció en México su libro para niños La estrella fugaz y la novela A pedir de boca, historia de amor ambientada en un París de inmigrantes. Ese mismo año prologó y editó las olvidadas Memorias de la insigne Academia Asnal, de Primo F. Martínez de Ballesteros, ilustrado y afrancesado español, que ya aparecía en La epopeya de los locos. También prologó una nueva edición de Estas ruinas que ves, novela del mexicano Jorge Ibargüengoitia que se anunciaba como el primer volumen de una biblioteca de autor que no parece haber tenido continuidad.
En 2008 apareció el resultado de un insólito experimento: la escritura de una "novela a seis manos", realizada en colaboración entre Fajardo, Antonio Sarabia y José Ovejero. Se trata de Primeras noticias de Noela Duarte, una narración de trama aventurera cuya protagonista es una fotógrafa, hija de un cubano exiliado y una española republicana.
En 2010 publicó Mi nombre es Jamaica, una novela en que una trama contemporánea se entreteje con una narración de aventuras históricas, en la que aparecen muchos de los elementos que caracterizan la temática más frecuente del autor, como la conquista de América y la tragedia de los judíos españoles.
En 2016 publicó Los años del miedo, una crónica que recoge los textos sobre violencia que ha escrito a lo largo de veinticinco años, de 1990 a 2015, en medios de comunicación de España, Francia, Italia, Alemania y México. En ella aborda el papel del terrorismo y la guerra en el nuevo orden internacional surgido tras la caída del Muro de Berlín y la primera Guerra del Golfo.
A partir de 2011, la editorial Edhasa ha comenzado a reeditar en España y Argentina la Trilogía Sefardí ( Carta del fin del mundo, El converso y Mi nombre es Jamaica ). Y en 2016, la editorial Colihue reeditó en Argentina A pedir de boca.
En 2022 publicó en México y España la novela Odio, con Fondo de Cultura Económica, cuya traducción al francés (Haine) había sido previamente publicada en 2021 por Éditions Métailié en París.
Sus relatos han aparecido en varias antologías y obras colectivas junto a autores como Luis Sepúlveda, Rosa Montero, Mempo Giardinelli, Santiago Gamboa, Elsa Osorio, Álvaro Mutis, Bernardo Atxaga, Jean Rolin, Edward Carey o Patrick Deville. Él mismo ha realizado una breve recopilación de poesías de autores que sólo han publicado narrativa (incluidas las propias), publicada en Italia en 2003, en edición bilingüe, con el título Poesie senza patria. Ya en 1999 había publicado La huella de unas palabras, una antología de textos de Antonio Muñoz Molina acompañada de conversaciones y correspondencia entre los dos autores. Ha publicado asimismo dos libros en colaboración con fotógrafos: "La senda de los moriscos", con Daniel Mordzinski en 2009 y "Silencieuses Odyssées", con Francesco Gattoni 2011.
En 2010, trasladó su domicilio de París a Lisboa y creó junto a la escritora puertorriqueña Mayra Santos Febres el Festival de la Palabra de Puerto Rico, un encuentro literario internacional que se celebró anualmente en dos ciudades: San Juan de Puerto Rico y Nueva York.
En 2011, Fajardo creó el blog de periodismo independiente Fuera del juego, en el que comentó diariamente, hasta 2018, la actualidad política, social y cultural siempre con textos de la misma extensión: 777 caracteres.
En 2012 publicó su primera traducción del francés al español: una nueva versión de La dama de las camelias, de Alexandre Dumas hijo. Desde entonces ha traducido a autores como Patrick Deville, Louis-Ferdinand Céline, Maximilien Robespierre,Raphaël Jerusalmy, Scholastique Mukasonga, Gaël Faye o Ian Manook. 
Desde 2018 traduce también del portugués. 
En 2024 y 2025 fue comisario del festival Benengeli, Semana Internacional de las Letras en Español, organizado en más de una docena de ciudades de los cinco continentes por el Instituto Cervantes de España.
Sus obras están traducidas al francés, italiano, alemán, portugués, griego, serbio y rumano.

## Premios
- 1992: Premio Americano de los Premios Internacionales de Periodismo Rey de España (por Las naves del tiempo)
- 1996: Finalista del Premio Tigre Juan de novela (por "Carta del fin del mundo")
- 1997: Finalista Premio de Narraciones Breves Antonio Machado (por el relato "El largo invierno")
- 2007: Prix Somfy de los lectores del Salon du Livre de Cluses, Francia (por "A pedir de boca")
- 2002: Prix Littéraire Charles-Brisset, Francia (por Una belleza convulsa)
- 2011: Prix Littéraire Alberto-Benveniste, Francia, a la mejor obra literaria sobre cultura judía (por "Mi nombre es Jamaica").
- 2011: Finalista del Prix de Littérature Européenne del Salon des Littératures Européennes de Cognac, Francia (por la novela "Mi nombre es Jamaica)
- 2011: Prix Bouchon de Cultures de Cognac,Francia (por la novela "Mi nombre es Jamaica").
- 2022: Finalista del Prix Violeta Negra del Festival Toulouse Polars du Sud, Francia (por la novela "Odio").
- 2023: Premio Espartaco de novela histórica, España (por la novela "Odio")

## Obras
Novelas
- 1996: Carta del fin del mundo, España, Ediciones B., ISBN 84-406-6168-1 / Edhasa, España, 2013, ISBN 978-84-350-6257-2 / Ediciones B., colección VIB, 1998, ISBN 84-666-2178-4 (edición de bolsillo) / Punto de Lectura, 2001, ISBN 84-663-0426-4 (edición de bolsillo)/ Ediciones B., colección Byblos,2005, ISBN 84-666-2178-4 (edición de bolsillo)/ Edhasa, España, 2013, ISBN 978-84-350-6252-7.

- 1998: El Converso, España, Ediciones B., ISBN 84-406-8842-3 / Edhasa, España, 2012, ISBN 978-84-350-6251-0 / Círculo de Lectores, 1999, ISBN 84-226-7683-4 (edición Club) / Punto de Lectura, 2001, ISBN 84-663-0222-0 (edición de bolsillo) / Ediciones B., colección Byblos, 2004, ISBN 84-666-1877-5 (edición de bolsillo) / Ediciones B., colección ZETA, 2006, ISBN 84-96581-53-5 (edición de bolsillo)/ Edhasa, España, 2012, ISBN 978-84-350-6251-0.

- 2001: Una belleza convulsa, España, Ediciones B., ISBN 84-666-0112-0 Prix Littéraire Charles Brisset, 2002

- 2005: A pedir de boca, España, Ediciones B., ISBN 84-666-1458-3 / Ediciones Colihue, Argentina, 2016, ISBN 978-987-684-648-6 (edición trade). (Prix des lecteurs du Salon du livre de Cluses, 2007)

- 2010: Mi nombre es Jamaica, España, Editorial Seix Barral, ISBN 84-322-1273-4 / Edhasa, España, 2014, ISBN 978-84-350-6281-7 (edición trade) / Edhasa, Argentina, 2015, ISBN 978-987-628-374-8 (edición trade). Prix Alberto Benveniste, 2011) y Prix Bouchon de Cultures 2011 del Salon des Littératures Européennes de Cognac.

- 2022: Odio, España-México, Fondo de Cultura Económica, ISBN 978-84-375-0826-9 /Haine, Éditions Métailié, Francia, 2021, ISBN 979-10-226-1159-6 / Ódio, Teodolito, Portugal, 2024 ISBN 9789898580894. Premio Espartaco en la Semana Negra de Gijón y finalista del Prix Violeta Negra del Festival Polars du Sud de Toulouse.

Cuentos
- 2005: La estrella fugaz, México, Ediciones CIDCLI, ISBN 968-494-180-3 (Cuento infantil)

- 2008: Maneras de estar", España, Ediciones B., ISBN 978-84-02-42082-4 (Libro de relatos)

Ensayos y crónicas
- 1990: La epopeya de los locos. Españoles en la Revolución Francesa, España, Editorial Seix Barral, ISBN 84-222-4650-6 / Ediciones B., 2002, ISBN 84-666-1078-2 (edición corregida) / Punto de lectura, 2003, ISBN 84-663-1192-0 (edición de bolsillo).

- 1992: Las naves del tiempo, España, Cambio 16, ISBN 84-7679-252-2 Premios Internacionales de Periodismo Rey de España 1992

- 2003: Vidas exageradas, España, Ediciones B., ISBN 84-666-0873-7

- 2016: Los años del miedo. Crónica de la violencia (1990-2015), España, Los libros del lince, ISBN 978-84-15070-74-0

Libros en colaboración con otros autores
- 2003: Queen Mary 2 & Saint-Nazaire, Francia, Editions MEET, ISBN 2-911686-23-3

- 2008: Primeras noticias de Noela Duarte, novela en colaboración con José Ovejero y Antonio Sarabia, España, Editorial La Otra Orilla, ISBN 978-84-92451-08-1

- 2010: La senda de los moriscos, libro de viajes en colaboración con el fotógrafo Daniel Mordzinski, España, Lunwerg Editores, ISBN 978-84-9785-223-4

- 2011: Silencieuses Odyssées, libro de retratos en colaboración con el fotógrafo Francesco Gattoni, Francia, Jean-Paul Rocher éditeur, ISBN 2-917411-41-4

Antologías con otros autores
- 1991: Escritores por la paz, España, De las Ediciones Libertarias/Madre Tierra, ISBN 84-7683-117-X y ISBN 84-87169-24-4
- 1999: Cuentos apátridas, España, Ediciones B., ISBN 84-406-9282-X
- 1999: Quand on aime..., Francia, Editions Métailié, ISBN 2-86424-319-9

- 2001: Hôtel Puerto, Francia, Editions Image En Manoeuvres, ISBN 2-908445-48-4
- 2001: Cuentos del mar, España, Ediciones B., ISBN 84-406-9692-2

- 2002: Cuentos de la tercera orilla, Uruguay, Ediciones de la Banda Oriental, ISBN 84-9704-058-9

- 2003: Tu nombre flotando en el adiós, España, Ediciones B., ISBN 84-666-1115-0
- 2003: Poesie senza patria, Italia, Ugo Guanda Editore, ISBN 88-8246-364-8

- 2004: A table!, Francia, Editions Métailié, ISBN 2-86424-513-2

- 2008: Fictions européennes, Francia, CNES, ISBN 978-2-85440-007-6
- 2008: Re:Las mil y una noches, España, 451 Editores, ISBN 978-84-96822-14-6

- 2009: Re: Jekyll & Hyde, España, 451 Editores, ISBN 978-84-96822-84-9

- 2014: Sólo cuento VI, México, Universidad Nacional Autónoma de México, ISBN 978-607-02-1640-4

Como editor y prologuista
- 1999: La huella de unas palabras, antología dialogada de la obra de Antonio Muñoz Molina, España, Editorial Espasa Calpe, ISBN 84-239-7839-7 (selección, entrevista y correspondencia epistolar)

- 2005: Memorias de la Insigne Academia Asnal, de Primo Feliciano Martínez de Ballesteros, España, Editorial Lengua de Trapo, ISBN 84-96080-45-5 (Edición e Introducción)
- 2005: Estas ruinas que ves, de Jorge Ibargüengoitia, España, Editorial Seix Barral, ISBN 84-322-1195-8 (prólogo)

- 2009: Madrid/Copenhague, Francia, Editions MEET, ISBN 978-2-911686-63-4 (selección de autores españoles y prólogo)

- 2017: Lima/Lisbonne,Francia, Editions MEET, ISBN 979-10-95145-10-3 (selección de autores portugueses)

Como traductor.
Traducciones publicadas:
- 2012: La dama de las camelias, de Alexandre Dumas hijo, España, Nocturna Ediciones, ISBN 978-84-939750-2-9

- 2014: Peste & Cólera, de Patrick Deville, España, Editorial Anagrama, ISBN 978-84-339-7887-5

- 2015: Salvar a Mozart, de Raphaël Jerusalmy, España, Navona Editorial, ISBN 978-84-16259-11-3
- 2015: Ecuatoria, de Patrick Deville, España, Editorial Anagrama, ISBN 978-84-339-7918-6
- 2015: Y tú no regresaste, de Marceline Loridan-Ivens, España, Ediciones Salamandra, ISBN 978-84-9838-711-7

- 2016: Viva, de Patrick Deville, España, Editorial Anagrama, ISBN 978-84-339-7951-3
- 2016: Final de trayecto, de Emmanuel Grand, España, Ediciones Salamandra, ISBN 978-84-16237-06-7
- 2016: Yeruldelgger. Muertos en la estepa, de Ian Manook, España, Ediciones Salamandra, ISBN 978-84-16237-16-6

- 2017: El corazón del hombre, de Jón Kalman Stefánsson, España, Ediciones Salamandra, ISBN 978-84-9838-781-0
- 2017: Yeruldelgger. Tiempos salvajes", de Ian Manook, España, Ediciones Salamandra, ISBN 978-84-16237-23-4

- 2018: Historia de la violencia, de Édouard Louis, España, Ediciones Salamandra, ISBN 978-84-9838-838-1
- 2018: Pequeño país, de Gaël Faye, España, Ediciones Salamandra, ISBN 978-84-9838-835-0
- 2018: Pura vida, de Patrick Deville, España, Editorial Anagrama, ISBN 978-84-339-8004-5

- 2019: Yeruldelgger. La muerte nómada, de Ian Manook, España, Ediciones Salamandra, ISBN 978-84-16237-36-4

- 2021: Taba-Taba, de Patrick Deville, España, Editorial Anagrama, ISBN 978-84-339-8101-1

- 2023: La ruina de la civilización antigua, de Guglielmo Ferrero, España, Ediciones Siruela, ISBN 978-84-19419-73-6
- 2023: Batuala, de René Maran, España, Ediciones Siruela, ISBN 978-84-19553-42-3
- 2023: Deshielo, de Lucrecia Zappi, España, Editorial La Huerta Grande, ISBN 978-84-18657-45-0
- 2024: Nuestra Señora del Nilo", de Scholastique Mukasonga, España, Editorial Minúscula, ISBN 978-84-12662-08-5
- 2025: Los Pardaillan, de Michel Zévaco, España, Edhasa, ISBN 978-84-350-0928-7

Traducciones inéditas:
- 2018: Escuchad nuestras derrotas, de Laurent Gaude
- 2018: El sombrero de Mitterrand, de Antoine Laurain

- 2019: Discursos sobre la religión, la república y la esclavitud, de Maximilien Robespierre
- 2019: De un castillo a otro, de Louis-Ferdinand Céline

- 2020: Norte, de Louis-Ferdinand Céline